# Chondria elegans
Chondria elegans es una especie de coleóptero de la familia Endomychidae.

## Distribución geográfica
Habita en Malasia.